# Adrien Costa
Adrien Costa (Los Altos, 19 agosto 1997) è un ex ciclista su strada statunitense, due volte medaglia d'argento mondiale a cronometro tra gli Juniores.

## Carriera
Nel 2014 gareggia tra gli Juniores, vincendo la classifica finale del Tour du Pays de Vaud (valido per la Coppa delle Nazioni di categoria) e il titolo nazionale a cronometro Juniores; ai campionati del mondo di Ponferrada, infine, si aggiudica la medaglia d'argento a cronometro di categoria. Nel 2015, ancora tra gli Juniores, si mette in evidenza in numerose gare della Coppa delle Nazioni di categoria: si classifica infatti secondo e miglior scalatore alla Corsa della Pace, e vince due tappe e la graduatoria finale sia al Tour du Pays de Vaud che al Tour de l'Abitibi. Ai campionati del mondo di Richmond è infine ancora medaglia d'argento a cronometro di categoria.
Nel 2016 passa alla categoria Under-23/Elite con il team Continental Axeon Hagens Berman. In stagione si mette in luce prima tra aprile e maggio, vincendo una tappa e la classifica finale del Tour de Bretagne, e poi durante l'estate, in particolare al Tour of Utah, corsa a tappe nella quale è secondo assoluto e in cui vince sia la maglia di miglior scalatore che di miglior giovane. Successivamente partecipa al Tour de l'Avenir vincendo la tappa a cronometro e difendendosi bene in salita, tanto da concludere la corsa al terzo posto alle spalle del vincitore David Gaudu e del piazzato Edward Ravasi. Poco dopo partecipa al Tour of Britain in qualità di stagista per la Etixx-Quick Step. Durante l'ondulata seconda tappa si piazza terz'ultimo a 23'21" dal vincitore Julien Vermote, limitato dai postumi di una caduta avvenuta il giorno precedente; il giorno seguente non prende il via della terza tappa poiché dolorante. In maglia Etixx corre poi anche Grand Prix de Wallonie e Primus Classic.
Tra il febbraio e l'aprile 2017 disputa alcune gare con il team Axeon Hagens Berman, salvo poi sospendere l'attività per concentrarsi sugli studi. A inizio 2018, pur tornato a praticare ciclismo, lascia il suo posto in squadra a un altro corridore per dedicarsi ad attività extraciclistiche. Il 29 luglio 2018 è vittima di un grave incidente durante un'escursione in montagna, dovendo sottoporsi all'amputazione della gamba destra: interrompe così definitivamente l'attività ciclistica.

## Palmarès
- 2014 (Juniores)

2ª tappa Tour du Pays de Vaud (Romanel-sur-Lausanne > Les Diablerets)
3ª tappa Tour du Pays de Vaud (Les Aviolats > Les Diablerets, cronometro)
Classifica generale Tour du Pays de Vaud
Campionati statunitensi, Prova a cronometro Juniores
3ª tappa Tour de l'Abitibi (Amos > Amos)
- 2015 (Juniores)

3ª tappa Corsa della Pace Juniores (Teplice > Zinnwald)
2ª tappa, 1ª semitappa Tour du Pays de Vaud (Veytaux > Champéry)
2ª tappa, 2ª semitappa Tour du Pays de Vaud (Champéry > Champéry, cronometro)
Classifica generale Tour du Pays de Vaud
6ª tappa Tour de l'Abitibi (Preissac > Val-d'Or)
7ª tappa Tour de l'Abitibi (Senneterre > Val-d'Or)
Classifica generale Tour de l'Abitibi
- 2016 (Axeon Hagens Berman, quattro vittorie)

4ª tappa Tour de Bretagne (Plancoët > Lannion)
Classifica generale Tour de Bretagne
4ª tappa Tour de Savoie Mont-Blanc (Saint-Michel-de-Maurienne > Saint-Martin-de-la-Porte, cronometro)
4ª tappa Tour de l'Avenir (Lugny > Lugny, cronometro)

### Altri successi
- 2014 (Juniores)

Classifica giovani Tour du Pays de Vaud
- 2015 (Juniores)

Classifica scalatori Corsa della Pace Juniores
Classifica a punti Tour de l'Abitibi
- 2016 (Axeon Hagens Berman)

Classifica giovani Triptyque des Monts et Châteaux
Classifica giovani Tour de Bretagne
Classifica scalatori Rhône-Alpes Isère Tour
Classifica scalatori Tour of Utah
Classifica giovani Tour of Utah

## Piazzamenti

### Competizioni mondiali
- Campionati del mondo

Ponferrada 2014 - Cronometro Juniores: 2º
Ponferrada 2014 - In linea Juniores: 91º
Richmond 2015 - Cronometro Juniores: 2º
Richmond 2015 - In linea Juniores: 18º